# José Santori
José Santori Coll, né le 7 mai 1932, à San Juan (Porto Rico) et mort le 2 avril 2018 dans la même ville, est un joueur et entraîneur portoricain de basket-ball.